# Alaskaslide
Aconogonon alaskanum är en slideväxtart som först beskrevs av John Kunkel Small, och fick sitt nu gällande namn av Sojak. Aconogonon alaskanum ingår i släktet sliden, och familjen slideväxter. Utöver nominatformen finns också underarten A. a. glabrescens.